# Lattanzio Querena

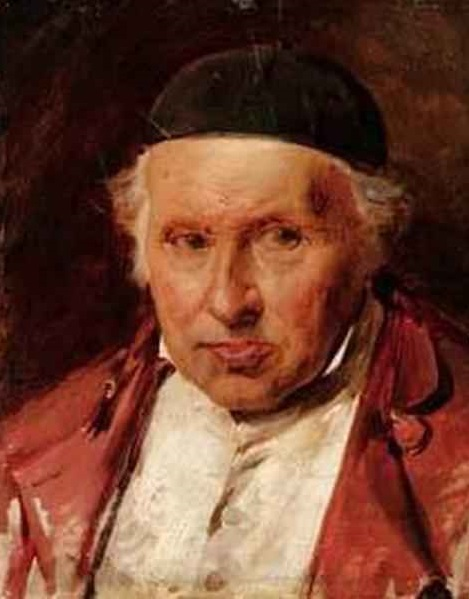
Antonio Rotta, Ritratto di Lattanzio Querena

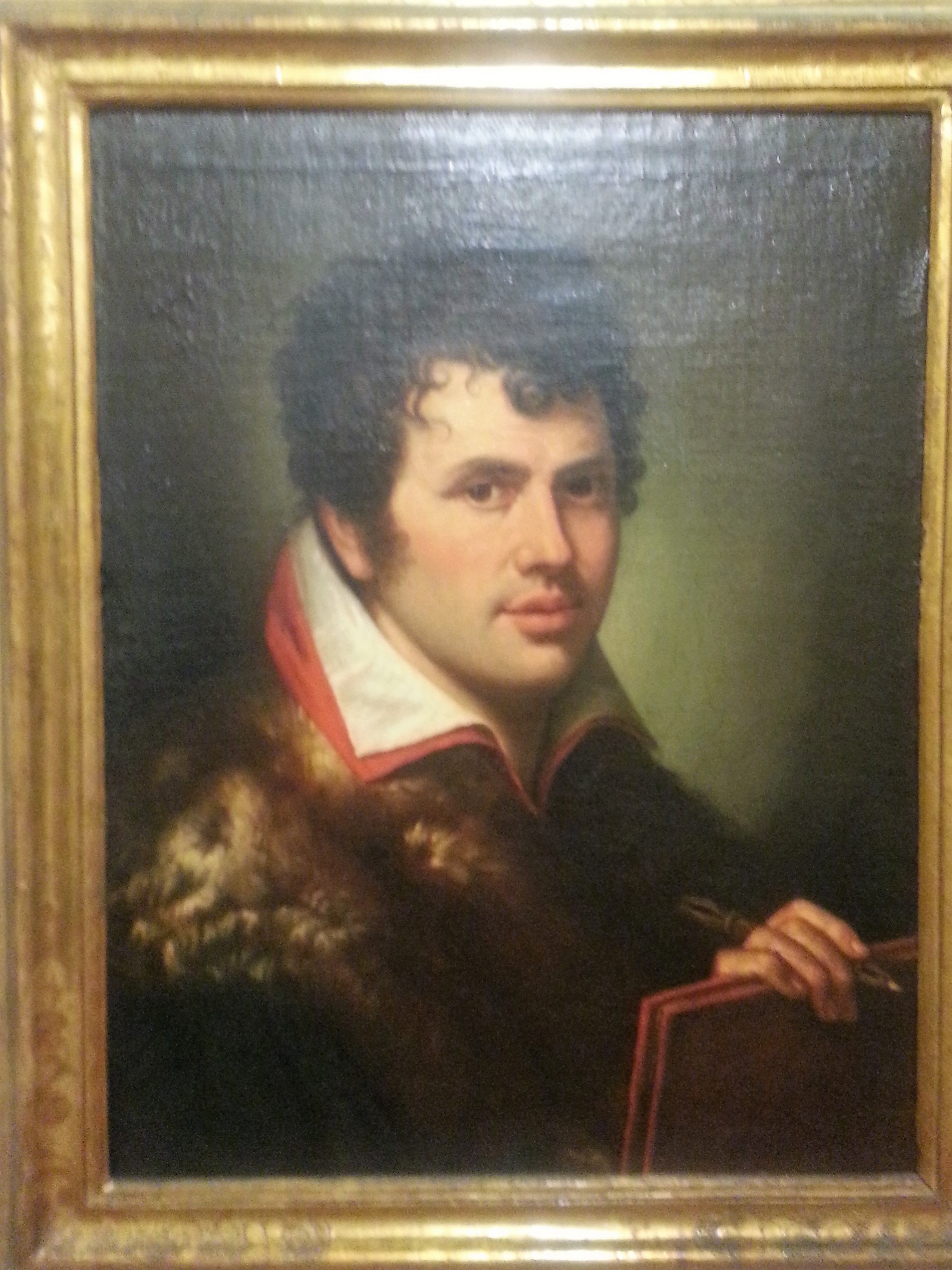
Lattanzio Querena, Autoritratto

Lattanzio Querena (Clusone, 1º novembre 1768 – Venezia, 10 luglio 1853) è stato un pittore italiano.

## Biografia
Figlio di Giuseppe e Maria Carpinoni, apprese i primi insegnamenti artistici dal nonno materno, e grazie a una borsa di studio istituita dalla famiglia Fanzago, poté recarsi a Verona alla scuola di Saverio Dalla Rosa e successivamente a Venezia dove studiò all'accademia delle arti da Domenico Maggiotto. 

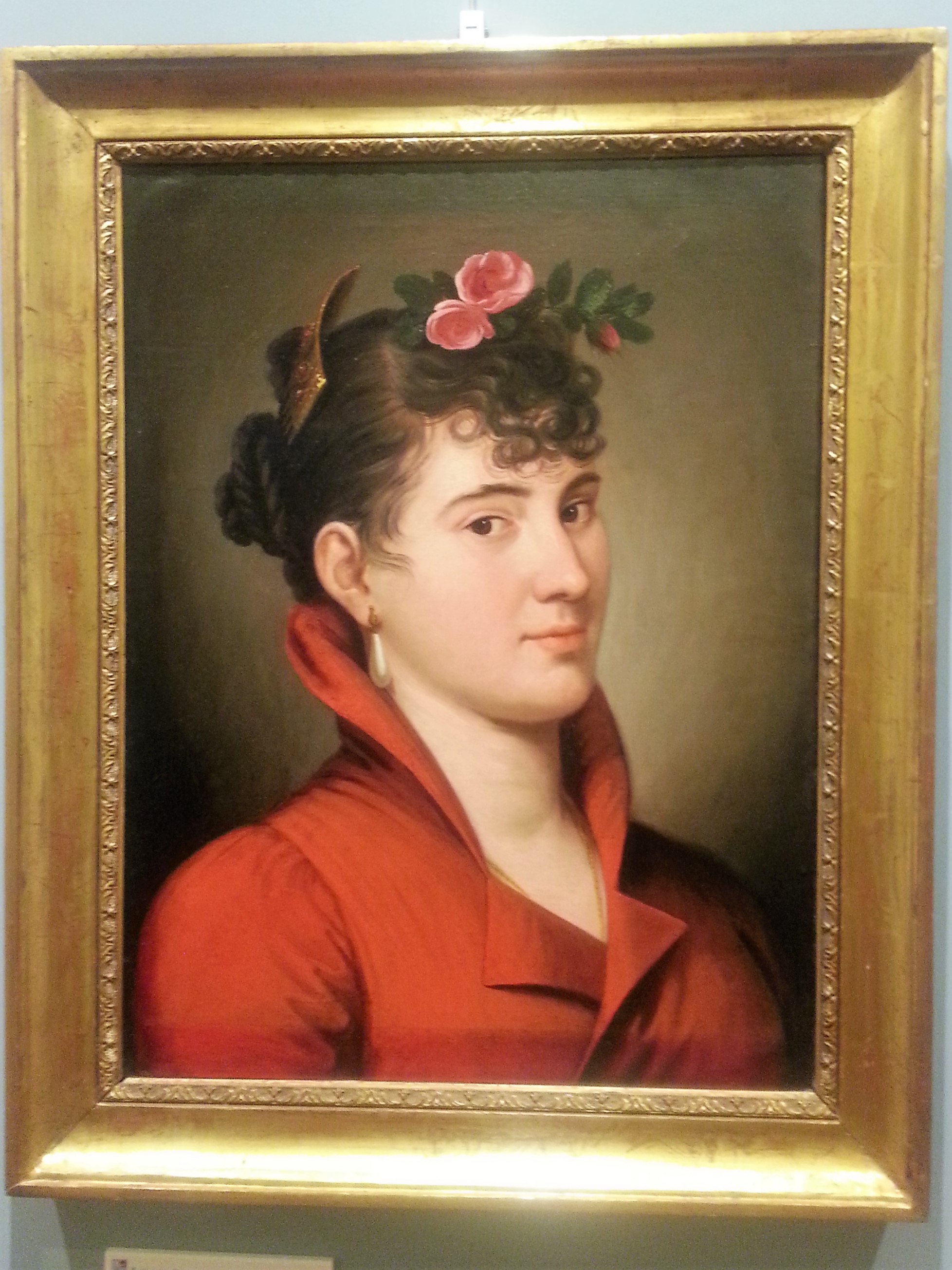
Lattanzio Querena, Ritratto della moglie Giovanna Baldissini Querena

A Venezia realizzò il cartone per il mosaico del Cristo in Gloria e Giudizio finale per la lunetta posta sopra l'ingresso principale  della Basilica di San Marco, realizzato nel 1836-38 dal mosaicista Liborio Calandri, e per la chiesa di San Giobbe il dipinto Teofania di san Giobbe.

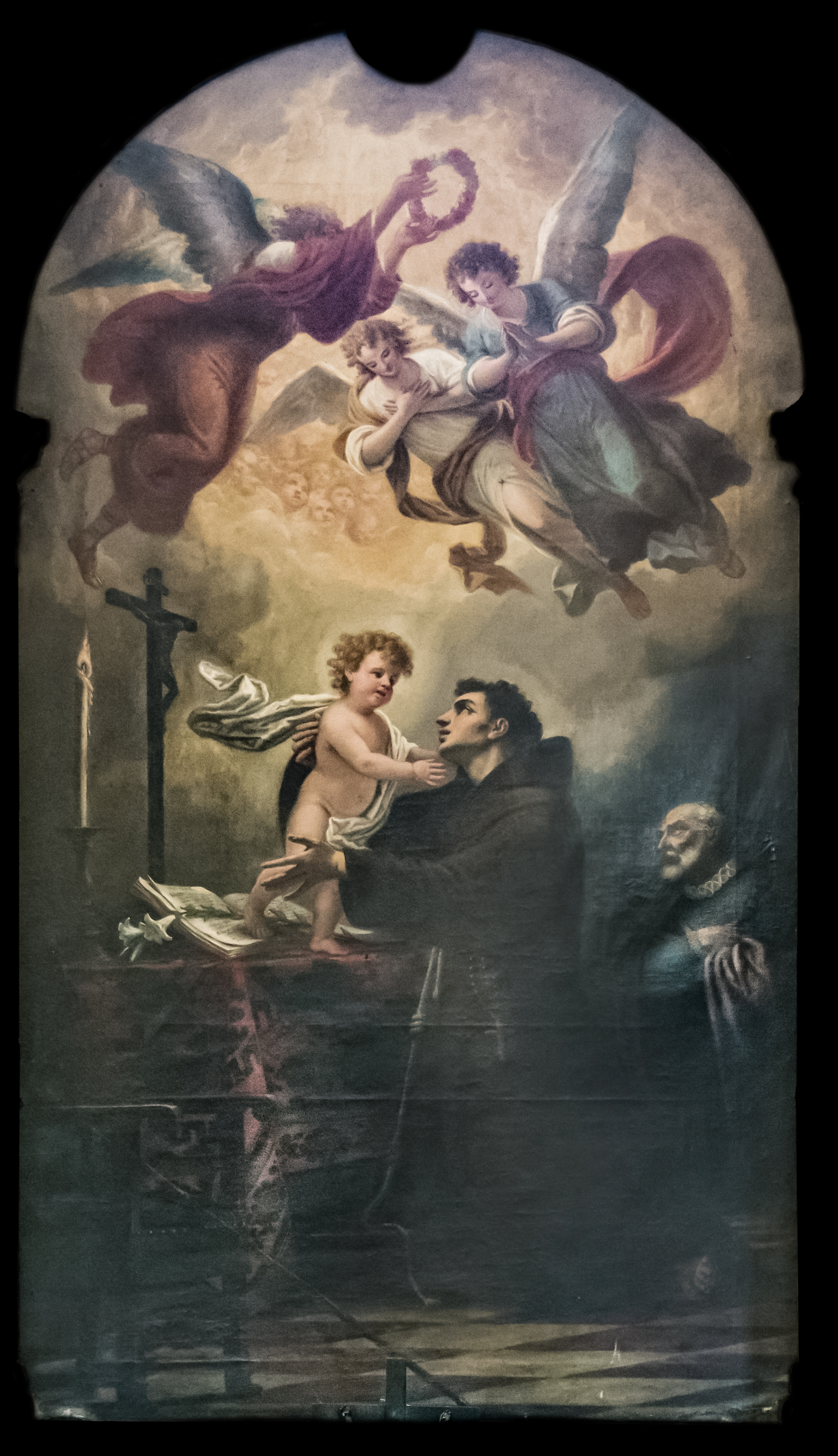
Sant'Antonio da Padova col Bambino, Venezia, chiesa di Santa Maria dei Carmini

Dopo un breve ritorno a Bergamo e un soggiorno a Torino, si stabilì a Brescia dove trascorse gran parte della sua vita.
Legato alla tradizione veneta del Settecento, fu però influenzato anche dal neoclassicismo. I suoi lavori riguardano principalmente soggetti sacri e ritratti. Di particolare interesse è l'ancona di San Carlo Borromeo e san Luigi Gonzaga per la chiesa di Sant'Antonio a Schilpario dove si dice che avesse usato i colori della val Conchetta, località dell'alta Val Seriana, sua terra d'origine. Un'altra importante opera a lui attribuita è il grande dipinto La cacciata dei profanatori dal tempio (330x540 cm) che ora si trova presso la chiesa di San Luigi di Clusone, suo paese natale. Soggetto ripreso nella chiesa di San Giorgio martire di Treviolo, dove vi sono altre due tele. Nella chiesa parrocchiale di Sant'Alessandro martire in Cortenuova è presente la tela Gesù Cristo crocifisso con la Madonna e san Carlo Borromeo realizzata nel primo quarto del XIX secolo.
Del 1837 sono i medaglioni affrescati sul presbiterio della chiesa di San Giorgio di Ardesio. Dipinti sono conservati nella chiesa di San Lorenzo. L'artista realizzò anche la pala d'altare della chiesa di Sant'Agata di Martinengo raffigurante la Pietà con la Vergine, san Giovanni evangelista e Nicodemo.

Anche il figlio Luigi fu un artista affermato, mentre una delle figlie sposò il pittore Antonio Rotta (1828–1903) il cui figlio Silvio Giulio Rotta (1853–1913) intraprese con successo la carriera del padre, dello zio e del nonno materno.
La pinacoteca del MAT-Museo Arte Tempo di Clusone, suo paese natale, gli ha dedicato una sala dove sono esposti alcuni dei suoi ritratti e delle sue opere.